# Joshua Pérez
Joshua Giovanni Pérez (Montebello, 21 gennaio 1998) è un calciatore salvadoregno con cittadinanza statunitense, attaccante del Kotwica Kołobrzeg.

## Biografia
È nato a Montebello, in California, figlio di Giovanni Pérez e Susana Figueroa Guandique. Suo padre è nato a Los Angeles da genitori salvadoregni, mentre invece sua madre è nata e cresciuta a El Salvador e in seguito si è trasferita negli Stati Uniti. Anche suo padre era un calciatore, che ha militato nei California Emperors e nel FAS, un club in cui giocavano il padre di Giovanni e il nonno di Joshua, Hugo Antonio Pérez. È il nipote dell'ex calciatore professionista Hugo Pérez.

## Carriera

### Club
Il 4 febbraio 2016, ha firmato con la Fiorentina, dopo vari allenamenti dal 2013. Il 28 novembre 2016 ha esordito contro l'Inter. Il 31 agosto 2017, la Fiorentina decide di girarlo in prestito al Livorno.
L'8 agosto 2018, è tornato nell'area di Los Angeles, firmando a parametro zero con il Los Angeles FC. Ha risolto il contratto che lo legava al club il 7 febbraio 2020.
Il 25 giugno 2020, ha firmato un contratto con il Castellón, società militante in Segunda División B, ma ha lasciato il club il 9 settembre, poiché era già stato promosso in Segunda División, senza giocare partite. Ore dopo aver lasciato il Castellón, si è accasato all'Ibiza, sempre in terza divisione.
Il 26 agosto 2021, Pérez è tornato negli Stati Uniti, firmando per il Miami FC, militante nella USL Championship. Lascerà il club dopo 35 presenze e 5 reti.
L'8 febbraio 2023, Pérez è tornato in Italia dopo 5 anni dall'ultima volta, firmando per il club di Serie C Montevarchi.

### Nazionale
Nel giro delle nazionali giovanili statunitensi, nel febbraio 2021 ha deciso di rappresentare El Salvador, venendo convocato dall'Under-23 in vista delle qualificazioni alle olimpiadi della zona CONCACAF. Ha esordito con l'U-23 il 19 marzo 2021 nella sconfitta per 2-0 contro i pari età del Canada. Il 25 marzo 2021 ha realizzato una doppietta contro Haiti.
Il 5 giugno 2021, ha esordito con la nazionale salvadoregna, nella vittoria per 7-0 contro le Isole Vergini americane, incontro valevole per le qualificazioni al campionato mondiale di calcio 2022, segnando anche un gol.

## Statistiche

### Presenze e reti nei club
Statistiche aggiornate al 2 maggio 2023.
| Stagione              | Squadra               | Campionato            | Campionato | Campionato | Coppe nazionali | Coppe nazionali | Coppe nazionali | Coppe continentali | Coppe continentali | Coppe continentali | Altre coppe | Altre coppe | Altre coppe | Totale | Totale |
| Stagione              | Squadra               | Comp                  | Pres       | Reti       | Comp            | Pres            | Reti            | Comp               | Pres               | Reti               | Comp        | Pres        | Reti        | Pres   | Reti   |
| --------------------- | --------------------- | --------------------- | ---------- | ---------- | --------------- | --------------- | --------------- | ------------------ | ------------------ | ------------------ | ----------- | ----------- | ----------- | ------ | ------ |
| 2016-2017             | Fiorentina            | A                     | 1          | 0          | CI              | 0               | 0               |                    | -                  | -                  |             | -           | -           | 1      | 0      |
| 2017-2018             | Livorno               | C                     | 22         | 0          | CI+CI-C         | 0+2             | 0               |                    | -                  | -                  | SC-C        | 1           | 0           | 25     | 0      |
| ago.-dic. 2018        | Los Angeles FC        | MLS                   | 2          | 0          | USOC            | 0               | 0               |                    | -                  | -                  |             | -           | -           | 2      | 0      |
| 2019                  | Los Angeles FC        | MLS                   | 13         | 1          | USOC            | 1               | 0               |                    | -                  | -                  |             | -           | -           | 14     | 1      |
| Totale Los Angeles FC | Totale Los Angeles FC | Totale Los Angeles FC | 15         | 1          |                 | 1               | 0               |                    | -                  | -                  |             | -           | -           | 16     | 1      |
| set. 2018             | Phoenix Rising        | USL                   | 1          | 0          | USOC            | -               | -               |                    | -                  | -                  |             | -           | -           | 1      | 0      |
| mar. 2019             | Phoenix Rising        | USLC                  | 1          | 0          | USOC            | -               | -               |                    | -                  | -                  |             | -           | -           | 1      | 0      |
| Totale Phoenix Rising | Totale Phoenix Rising | Totale Phoenix Rising | 2          | 0          |                 | 0               | 0               |                    | -                  | -                  |             | -           | -           | 2      | 0      |
| 2020-2021             | Ibiza                 | SDB                   | 4+3        | 0          | CR              | 0               | 0               |                    | -                  | -                  |             | -           | -           | 7      | 0      |
| ago.-dic. 2021        | Miami FC              | USLC                  | 7          | 1          |                 | -               | -               |                    | -                  | -                  |             | -           | -           | 7      | 1      |
| 2022                  | Miami FC              | USLC                  | 27+1       | 4+0        | USOC            | 1               | 0               |                    | -                  | -                  |             | -           | -           | 29     | 4      |
| Totale Miami FC       | Totale Miami FC       | Totale Miami FC       | 35         | 5          |                 | 1               | 0               |                    | -                  | -                  |             | -           | -           | 36     | 5      |
| gen.-giu. 2023        | Montevarchi           | C                     | 11         | 2          | CI-C            | -               | -               |                    | -                  | -                  |             | -           | -           | 11     | 2      |
| Totale carriera       | Totale carriera       | Totale carriera       | 93         | 8          |                 | 4               | 0               |                    | -                  | -                  |             | 1           | 0           | 98     | 8      |

### Cronologia presenze e reti in nazionale
| Cronologia completa delle presenze e delle reti in nazionale ― El Salvador | Cronologia completa delle presenze e delle reti in nazionale ― El Salvador | Cronologia completa delle presenze e delle reti in nazionale ― El Salvador | Cronologia completa delle presenze e delle reti in nazionale ― El Salvador | Cronologia completa delle presenze e delle reti in nazionale ― El Salvador | Cronologia completa delle presenze e delle reti in nazionale ― El Salvador | Cronologia completa delle presenze e delle reti in nazionale ― El Salvador | Cronologia completa delle presenze e delle reti in nazionale ― El Salvador |
| Data                                                                       | Città                                                                      | In casa                                                                    | Risultato                                                                  | Ospiti                                                                     | Competizione                                                               | Reti                                                                       | Note                                                                       |
| -------------------------------------------------------------------------- | -------------------------------------------------------------------------- | -------------------------------------------------------------------------- | -------------------------------------------------------------------------- | -------------------------------------------------------------------------- | -------------------------------------------------------------------------- | -------------------------------------------------------------------------- | -------------------------------------------------------------------------- |
| 5-6-2021                                                                   | Christiansted                                                              | Isole Vergini Americane                                                    | 0 – 7                                                                      | El Salvador                                                                | Qual. Mondiali 2022                                                        | 1                                                                          | 46’                                                                        |
| 8-6-2021                                                                   | San Salvador                                                               | El Salvador                                                                | 3 – 0                                                                      | Antigua e Barbuda                                                          | Qual. Mondiali 2022                                                        | -                                                                          | 81’                                                                        |
| 11-6-2021                                                                  | Basseterre                                                                 | Saint Kitts e Nevis                                                        | 0 – 4                                                                      | El Salvador                                                                | Qual. Mondiali 2022                                                        | 1                                                                          | 67’                                                                        |
| 15-6-2021                                                                  | San Salvador                                                               | El Salvador                                                                | 2 – 0                                                                      | Saint Kitts e Nevis                                                        | Qual. Mondiali 2022                                                        | 1                                                                          | 64’                                                                        |
| 26-6-2021                                                                  | Los Angeles                                                                | El Salvador                                                                | 0 – 0                                                                      | Guatemala                                                                  | Amichevole                                                                 | -                                                                          |                                                                            |
| 4-7-2021                                                                   | Pola                                                                       | Qatar                                                                      | 1 – 0                                                                      | El Salvador                                                                | Amichevole                                                                 | -                                                                          | 70’                                                                        |
| 11-7-2021                                                                  | Frisco                                                                     | El Salvador                                                                | 2 – 0                                                                      | Guatemala                                                                  | Gold Cup 2021 - 1º turno                                                   | -                                                                          | 80’                                                                        |
| 14-7-2021                                                                  | Frisco                                                                     | Trinidad e Tobago                                                          | 0 – 2                                                                      | El Salvador                                                                | Gold Cup 2021 - 1º turno                                                   | -                                                                          | 60’                                                                        |
| 18-7-2021                                                                  | Dallas                                                                     | Messico                                                                    | 1 – 0                                                                      | El Salvador                                                                | Gold Cup 2021 - 1º turno                                                   | -                                                                          | 87’                                                                        |
| 24-7-2021                                                                  | Glendale                                                                   | Qatar                                                                      | 3 – 2                                                                      | El Salvador                                                                | Gold Cup 2021 - Quarti di finale                                           | -                                                                          | 45’ 52’                                                                    |
| 2-9-2021                                                                   | San Salvador                                                               | El Salvador                                                                | 0 – 0                                                                      | Stati Uniti                                                                | Qual. Mondiali 2022                                                        | -                                                                          | 74’                                                                        |
| 5-9-2021                                                                   | San Salvador                                                               | El Salvador                                                                | 0 – 0                                                                      | Honduras                                                                   | Qual. Mondiali 2022                                                        | -                                                                          | 58’                                                                        |
| 8-9-2021                                                                   | Toronto                                                                    | Canada                                                                     | 3 – 0                                                                      | El Salvador                                                                | Qual. Mondiali 2022                                                        | -                                                                          | 46’                                                                        |
| 10-10-2021                                                                 | San José                                                                   | Costa Rica                                                                 | 2 – 1                                                                      | El Salvador                                                                | Qual. Mondiali 2022                                                        | -                                                                          | 69’                                                                        |
| 13-10-2021                                                                 | San Salvador                                                               | El Salvador                                                                | 0 – 2                                                                      | Messico                                                                    | Qual. Mondiali 2022                                                        | -                                                                          | 76’                                                                        |
| 4-12-2021                                                                  | Pittsburgh                                                                 | El Salvador                                                                | 1 – 1                                                                      | Ecuador                                                                    | Amichevole                                                                 | -                                                                          | 68’                                                                        |
| 16-11-2022                                                                 | Managua                                                                    | Nicaragua                                                                  | 1 – 0                                                                      | El Salvador                                                                | Amichevole                                                                 | -                                                                          |                                                                            |
| 15-6-2023                                                                  | Toyota                                                                     | Giappone                                                                   | 6 – 0                                                                      | El Salvador                                                                | Amichevole                                                                 | -                                                                          |                                                                            |
| 20-6-2023                                                                  | Daejeon                                                                    | Corea del Sud                                                              | 1 – 1                                                                      | El Salvador                                                                | Amichevole                                                                 | -                                                                          | 75’                                                                        |
| 26-6-2023                                                                  | Fort Lauderdale                                                            | El Salvador                                                                | 1 – 2                                                                      | Martinica                                                                  | Gold Cup 2023 - 1º turno                                                   | -                                                                          | 46’                                                                        |
| 30-6-2023                                                                  | Harrison                                                                   | El Salvador                                                                | 0 – 0                                                                      | Costa Rica                                                                 | Gold Cup 2023 - 1º turno                                                   | -                                                                          |                                                                            |
| 4-7-2023                                                                   | Houston                                                                    | Panama                                                                     | 2 – 2                                                                      | El Salvador                                                                | Gold Cup 2023 - 1º turno                                                   | -                                                                          | 46’                                                                        |
| Totale                                                                     |                                                                            | Presenze                                                                   | 22                                                                         |                                                                            | Reti                                                                       | 3                                                                          |                                                                            |

## Palmarès

### Club

#### Competizioni nazionali
- Serie C: 1

Livorno: 2017-2018 (Girone A)
- MLS Supporters' Shield: 1

Los Angeles FC: 2019